# Elodes grandis
Elodes grandis is een keversoort uit de familie moerasweekschilden (Scirtidae). De wetenschappelijke naam van de soort werd in 1955 gepubliceerd door Maurice Pic.